# Saint-Germain-en-Montagne
Saint-Germain-en-Montagne település Franciaországban, Jura megyében. Lakosainak száma 388 fő (2022. január 1.). Saint-Germain-en-Montagne Équevillon, Moutoux, Les Nans, Le Pasquier és Vannoz községekkel határos.

## Népesség
A település népessége az elmúlt években az alábbi módon változott:
| Lakosok száma | 226  | 366  | 361  | 400  | 451  | 439  | 407  | 389  | 383  | 388  |
|               | 1968 | 1982 | 1990 | 2006 | 2013 | 2015 | 2017 | 2019 | 2020 | 2022 |